# Linha 3 (Metrô de Argel)
A linha 3 (Azul) é uma linha planejada para ser construída do Metrô de Argel, na Argélia.

## Estações
Estão previstas 11 estações para esta linha.